# Фролово (Тотемський район)
Фроло́во (рос. Фролово) — присілок у складі Тотемського району Вологодської області, Росія. Входить до складу Толшменського сільського поселення.

## Населення
Населення — 12 осіб (2010; 21 у 2002).
Національний склад (станом на 2002 рік):
- росіяни — 95 %